# Élections provinciales irakiennes de 2023
Les élections provinciales irakiennes de 2023 ont lieu le 18 décembre 2023 afin de renouveler les membres des conseils provinciaux de 15 des 18 provinces d'Irak, à l'exclusion des trois provinces composant le Kurdistan irakien,,. Ces dernières élisent un parlement commun lors d'élections organisées à une date séparée.
La campagne électorale débute le 1er novembre.